# 時限爆弾

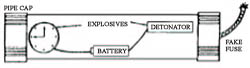
時限要素を備えたパイプ爆弾

時限爆弾（じげんばくだん、英: Time bomb）は、タイマーで設定された時間になると自動的に爆発する爆弾のこと。

## 概要
通常は時計仕掛けによる時限信管を装着した中型の破片爆弾である。時限は数分から数日で、実効果のほか被爆地一帯の恐怖心をあおる心理的効果を狙う。構造そのものは非常に簡単で、材料が揃えば半日から一日で製作可能。
現在では部隊撤退の際、橋や鉄道に仕掛けたり、ゲリラ活動、テロ活動などで要所に仕掛けたりされている。第二次世界大戦中は爆撃機から時限爆弾が落とされ、米軍も日本の都市攻撃に使用した。

### 時限要素の例

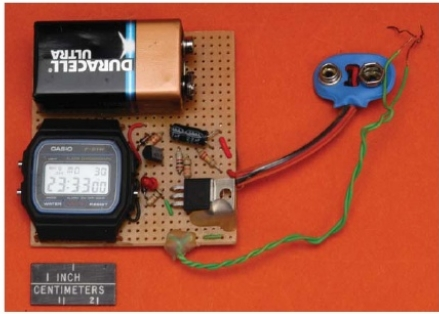
アルカイダ試作によるタイマー。Casio F91Wが使われている。

化学反応を利用するもの
燃焼以外の化学反応を利用したものでは、薬剤Aと薬剤Bが反応すると発火・爆発する構造の爆弾で、薬剤Aと薬剤Bを隔壁で仕切る。隔壁は薬剤に曝されて徐々に溶解する物質で出来ており、やがて隔壁が破れて薬剤Aと薬剤Bが接触し爆発する。
線香を利用するもの
線香を導火線（燃焼。これは化学反応の一種。）として用いたもの。
時計を改造するもの
アナログ時計の針に起爆装置の回路から引いた電線を接着し、ある時刻がきたら針が重なって通電し爆弾を爆発させるもの。近年ではデジタルの目覚まし時計や電子式タイマーを改造したものが多い。アラームのブザーを回路から抜き取り、代わりにリレー回路を接続し、設定した時間がくると起爆装置に通電させる。時計には安価で精度が高いため、Casio F91Wが多用されているという。東アジア反日武装戦線は、北海道庁爆破事件や連続企業爆破事件で使用した手製の時限爆弾に、タイマーとして複数回シチズンのアナログ目覚まし時計を使用したことが判決文から明らかになっている。

## 解体
21世紀の現在では、可能であれば液体窒素を用いて瞬時に凍結させた後、安全に処理できる場所まで移動させたうえで高圧放水や鉛玉をぶつけて壊す、場所に余裕がある場合は人気のない所で起爆させるといった対処法がとられることが多い。
日本の場合、爆発物処理班が出動し、撤去作業はX線透視装置や爆発物収納筒などを利用しつつ、柔軟に対処できるため対爆スーツを着た隊員が直接マジックハンドを操作して行われることが多いが、状況に応じて爆発物処理用具（重機）や遠隔操作式爆発物処理用具（ロボット）も使用される。

## フィクション
映画や漫画などにおいて緊迫したシーンを演出するために古くから多用されてきた。工具を用いて解体作業を行い、時間切れ直前になってどのリード線を切断するべきか頭を抱えるという映画的演出（正しい線を切ればタイマーの減算を止められるが、間違えると、ブービートラップとして即起爆に繋がる、というもの）は、様々な作品の緊迫したシーンで用いられている。英語では「Wire Dilemma」（ワイヤージレンマ）といい、一説によると1974年のアメリカ映画「ジャガーノート」がこの演出を初めて用いた作品であるという。工学技術の粋を集めた戦いを演出した物も多い。

## 比喩
転じて、現時点では問題として顕在化していないが、時間の経過とともにやがて大きな問題として浮上するであろう懸案事項も指す（例：この不良債権は、わが社の時限爆弾だ）。つまり早かれ遅かれ、時が来れば何らかの形で爆発するであろうことが予測されている事項のことである
また、石綿を肺へ吸入すると、数十年後に肺癌や中皮腫などの深刻な健康被害を引き起こすことから、石綿のことを「静かな時限爆弾」と呼ぶことがある。